# Rubén Pérez del Mármol
Rubén Salvador Pérez del Mármol (Écija, 26 april 1989) - alias Rubén Pérez - is een Spaans voetballer die bij voorkeur als centrale middenvelder speelt. Hij stroomde in 2008 door vanuit de jeugdopleiding van Atlético Madrid.

## Clubcarrière
Rubén Pérez komt uit de jeugdopleiding van Atlético Madrid. Op 15 mei 2010 debuteerde hij in het eerste elftal van de club, in een Primera División-wedstrijd tegen Getafe CF. Daarin viel hij in voor Borja Bastón. Atlético verhuurde Rubén Perez op 25 juli 2010 aan Deportivo La Coruña als onderdeel van de transfer van Filipe Luís. Aanvankelijk werd Pérez voor twee seizoenen uitgeleend aan Deportivo, maar nadat de club een jaar later degradeerde kregen ze Bastón op huurbasis in de plaats. De seizoenen erna speelde Pérez telkens één jaar op huurbasis voor Getafe CF, Real Betis en Elche CF. In 2014 verhuurde Ruben Pérez voor het eerst aan een buitenlandse club in de vorm van Torino, dat ook een optie tot koop bedong. Het seizoen daarop werd Pérez weer verhuurd, ditmaal aan Granada CF. Daar tekende hij na afloop van het seizoen een permanent contract tot medio 2019.

## Interlandcarrière
Pérez speelde vijf interlands voor Spanje -21, waarmee hij in 2011 het Europees kampioenschap voetbal voor spelers onder 21 jaar in Denemarken won in een team met onder meer David de Gea, Javi Martínez, Thiago Alcántara, Ander Herrera, Iker Muniain en Juan Mata.

## Erelijst
Spanje -21
- Europees kampioen -21

2011
1 Zidane ·
1 Ru. Sánchez ·
3 Brau ·
4 Rubio ·
5 Insúa ·
6 Hongla ·
7 Boyé  ·
8 Villar ·
9 Weissman ·
10 Uzuni ·
11 Tsitaisjvili ·
12 Ri. Sánchez ·
13 Martínez ·
14 Miquel ·
15 Neva ·
16 Lama ·
17 Corbeanu ·
18 Jóźwiak ·
19 Reinier ·
20 Ruiz ·
22 Sáenz ·
23 Trigueros ·
24 Williams ·
25 Mariño ·
26 Rodelas ·
27 Faye ·
30 Diao ·
Coach: Escribá
1 Soriano ·
2 Altimira ·
3 Sáenz ·
4 Porozo ·
5 Tapia ·
6 González  ·
7 Rodríguez ·
8 Cissé ·
9 De la Fuente ·
10 Raba ·
11 Cruz ·
12 Rosier ·
13 Dmitrović ·
14 Brašanac ·
15 Franquesa ·
17 Neyou ·
18 Haller ·
19 D. García ·
20 Hernández ·
21 López ·
22 Nastasić ·
23 El Haddadi ·
24 Chicco ·
27 N. García ·
36 Abajas ·
Coach: Jiménez